# Murakami (miasto)
Murakami (jap. 村上市 Murakami-shi) – miasto  w Japonii, w prefekturze Niigata, na wyspie Honsiu, nad rzeką Ara.

## Położenie
Miasto leży w północnej części prefektury nad rzeką Ara. Miasto graniczy z:
- Tainai;
- Tsuruoka;
- Nishikawa;
- Oguni.

## Historia
W dawnych czasach prowincją zarządzała rodzina Murakami, mająca swoją siedzibę na zamku w tym mieście. 
Miasto utworzono 31 marca 1954 roku.

## Transport

### Kolejowy
Przez miasto przebiega główna linia JR Uetsu oraz linia Yonesaka. Na linii Uetsu znajduje się 11 stacji kolejowych, w tym główna Murakami.

### Drogowy
- Autostrada Nihonkai-Tohoku
- Droga krajowa nr 7, 113, 290, 345.